# Mörsch
Mörsch ist einer der drei Stadtteile Rheinstettens im Westen Baden-Württembergs und hat über 9.300 Einwohner. Die Fläche der Markung beträgt 1681 Hektar und ist somit flächenmäßig der größte Stadtteil Rheinstettens.

## Geographie
Mörsch liegt in der Oberrheinischen Tiefebene am Übergang vom Hochgestade zum Tiefgestade und nimmt den größten Teil der Rheinstettener Fläche ein. Im Osten erstrecken sich Teile des Hardtwaldes, im Westen sind einige Äcker und Naturschutzgebiete. Westlich der besiedelten Fläche Mörschs ist der Tankgraben, welcher auf den Zweiten Weltkrieg zurückgeht.
Folgende Orte oder Stadtteile grenzen an Mörsch, beginnend von Norden im Uhrzeigersinn:
Forchheim (Stadtteil von Rheinstetten), Ettlingen, Durmersheim, Neuburgweier (Stadtteil von Rheinstetten).

## Geschichte

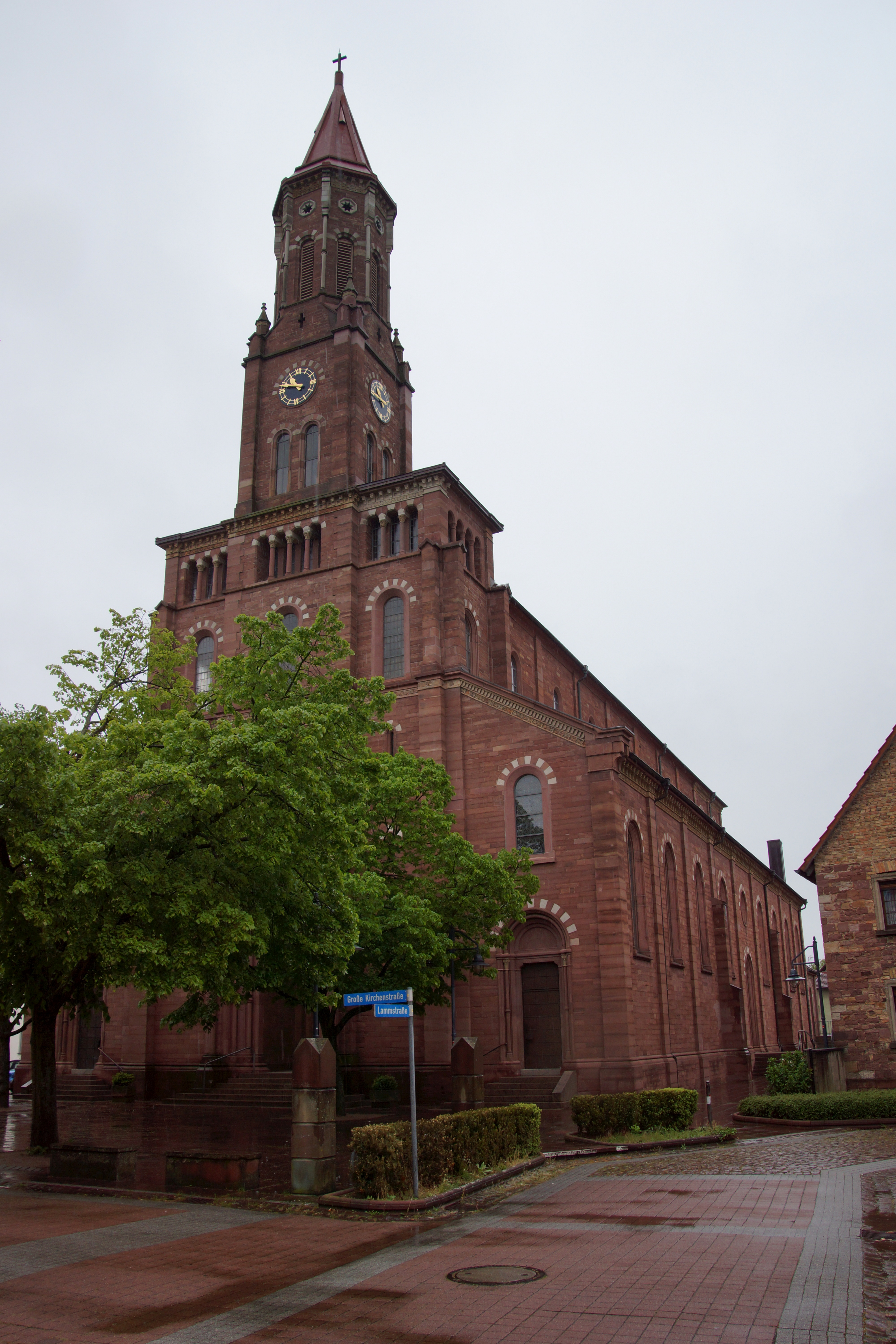
Katholische Pfarrkirche St. Ulrich

Der Name Mörsch geht vermutlich auf ahd. 'marisk' zurück, was so viel heißt wie „beim sumpfigen, nassen Land“.
Zur Zeit der Römer führte eine Straße vom Rhein an Mörsch vorbei nach Ettlingen. Im Mörscher Wald wurden Götterskulpturen und ein Altar sowie Tongeschirr gefunden. Zudem existierte ein römisches Gräberfeld.
940 wird Mörsch zum ersten Mal als "Meriske" urkundlich erwähnt, in einer Schenkungsurkunde von König Otto I. an das Bistum Speyer. Danach ging es in den Besitz des Klosters Weißenburg über, später gehörte Mörsch den Badischen Markgrafen. Ende des 19. Jahrhunderts wurde für die Arbeiter eine Lokalbahn gebaut, die eine Verbindung nach Karlsruhe herstellte. Im Süden ging die Bahn weiter nach Durmersheim. Die Linie ist vergleichbar mit der heutigen Stadtplanlinie S2 der Verkehrsbetriebe Karlsruhe. Während des Zweiten Weltkriegs wurden große Teile Mörschs zerstört. Danach wurde das damalige Dorf recht schnell wiederaufgebaut und nahm wieder einen Aufschwung.
Am 1. Januar 1975 wurde Mörsch zusammen mit Forchheim und Neuburgweier zur Gemeinde Rheinstetten zusammengelegt, welche 2000 die Stadtrechte bekam und sich seit 2005 Große Kreisstadt nennen darf.
Aus Mörsch kommen die beiden Bundesliga-Motoballvereine MSC Taifun Mörsch und 1. MSC Mörsch 1962.

## Persönlichkeiten
- Stefan Gerstner (1885–1971), Maler

Ehrenbürger von Mörsch sind:
- 1966, 26. Januar: Bernhard Rihm, Bürgermeister von Mörsch 1946–1965
- 1968: Linus Ball, Gemeinderat und Leichenschauer